# Лебедине (Пуховицький район)
Лебедине (біл. вёска Лебядзінае) — село в складі Пуховицького району Мінської області, Білорусь. Село підпорядковане Новопольській сільській раді, розташоване в центральній частині області.